# Vol. III – Hell’s Likely
Vol. III: Hell’s Likely ist das zweite Studioalbum der australischen Hard-/Stoner-Rock-Band Mammoth Mammoth. Es erschien am 23. November 2012 über Napalm Records.

## Entstehung und Hintergrund
Für das Album komponierte die Band innerhalb von drei Tagen sieben Lieder. Wenige Wochen später nahmen die Musiker mit dem Produzenten Jason Fuller, dem Bassisten der Band Blood Duster die sieben Lieder in den Toyland und den Goatsound Studios in Melbourne auf. In Australien erschien Vol. III: Hell’s Likely bereits am 1. Juni 2012. Napalm Records veröffentlichten das Album am 23. November 2012 mit den fünf Titeln der Debüt-EP Vol. 1 – Mammoth Mammoth.
Für das Lied Go wurde ein Musikvideo gedreht. Die Dreharbeiten fanden in dem Waldgebiet The Black Spur statt, welches kurze Zeit vorher von einem großen Brand zerstört wurde. Ein weiteres Video wurde für Weapon of Mass Self Destruction gedreht, das zahlreiche Ausschnitte aus Pornofilmen der 1970er Jahre enthält. Internetportale wie Facebook und Vimeo haben das Video jedoch entfernt. Ein drittes Video wurde für das Lied Sitting Pretty gedreht.

## Titelliste
| 1. Hell’s Likely – 2:22 2. Go – 4:31 3. Bare Bones – 3:17 4. (Up All Night) Demons to Fight – 6:47 5. Sitting Pretty – 3:53 6. I Want it Too – 5:14 | 1. Bury Me – 5:48 2. Another Drink – 4:48 3. Let’s Roll – 3:14 4. Weapon of Mass Self Destruction – 5:05 5. Slacker – 3:43 6. The Bad Oill – 7:30 |

## Rezeption
Robert Fröwein vom Onlinemagazin Stormbringer bezeichnete die ersten drei Lieder als „heiliges Triumvirat für Vollbart-tragende Flanellhemdenliebhaber mit sicherem Musikgeschmack“ und gab dem Album vier von fünf Punkten. Frank Wilkens vom Onlinemagazin Metalnews schrieb in seiner Rezension, dass Mammoth Mammoth das „Rad nicht neu erfunden“ haben, aber „ein paar geile Felgen drauf gezogen haben“, wofür er 5,5 von sieben Punkten vergab. Für Walter Scheurer vom Onlinemagazin Metal.de kommt das Album „ohne wirkliche Hit-Kandidaten aus den Boxen geballert“, ohne dass sich Enttäuschung einstellt. Scheurer vergab sechs von zehn Punkten.
Das Lied Let’s Roll wurde im Soundtrack des australischen Horrorfilms The Loved Ones – Pretty in Blood verwendet.